# Hiroshi Noguchi
Hiroshi Noguchi (野口 裕司 Noguchi Hiroshi?), född 25 februari 1972 i Ibaraki prefektur, är en japansk före detta fotbollsspelare.
Noguchi började sin karriär 1994 i Kyoto Purple Sanga. Han spelade 228 ligamatcher för klubben. Med Kyoto Purple Sanga vann han japanska cupen 2002. 2003 flyttade han till Omiya Ardija. Han avslutade karriären 2003.